# Lưỡi cọp
Lưỡi cọp (danh pháp khoa học: Sansevieria hyacinthoides) là một loài thực vật có hoa trong họ Măng tây. Loài này được (L.) Druce miêu tả khoa học đầu tiên năm 1913.

## Hình ảnh

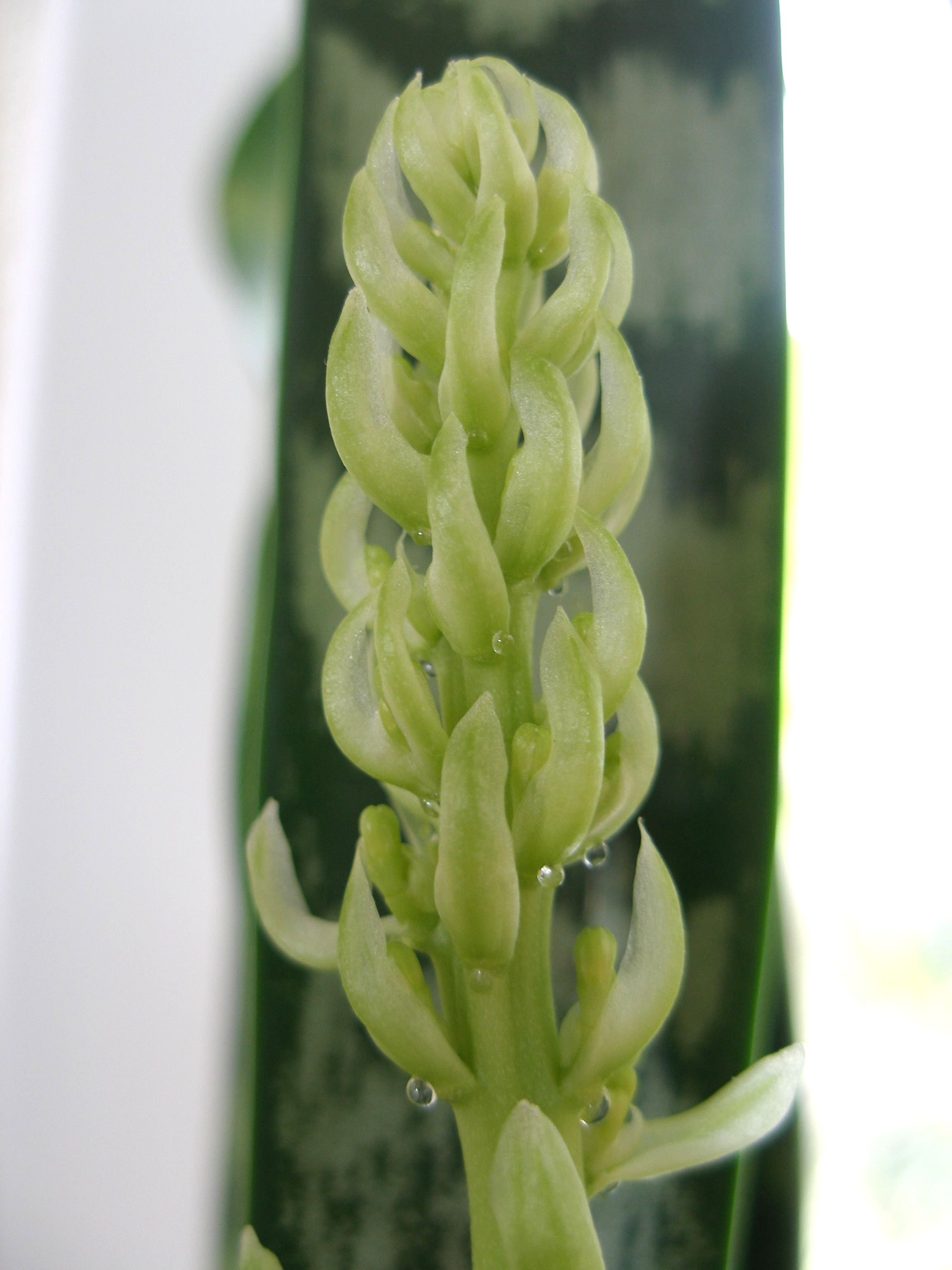
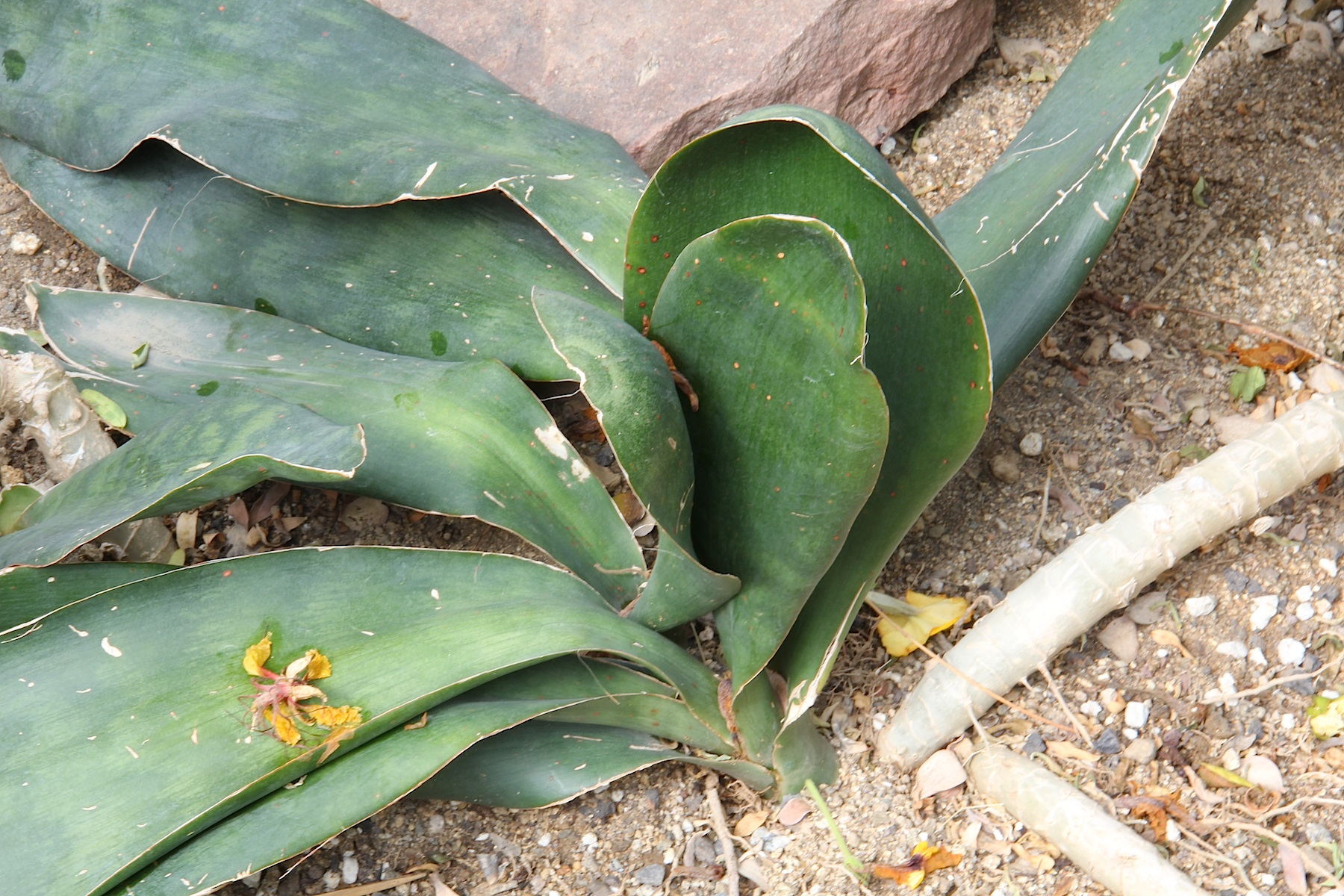
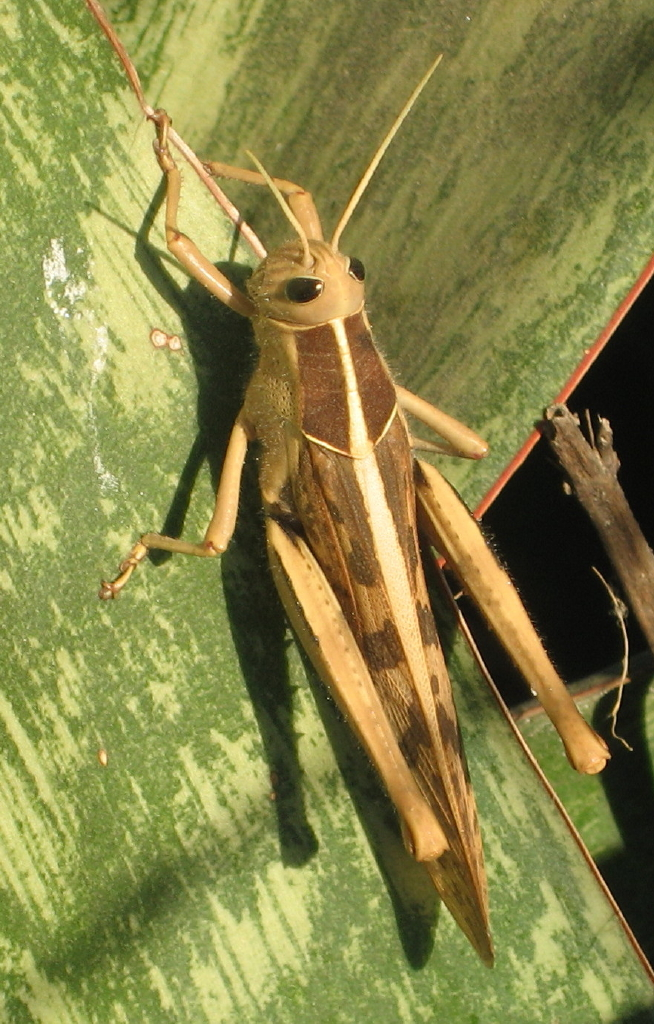
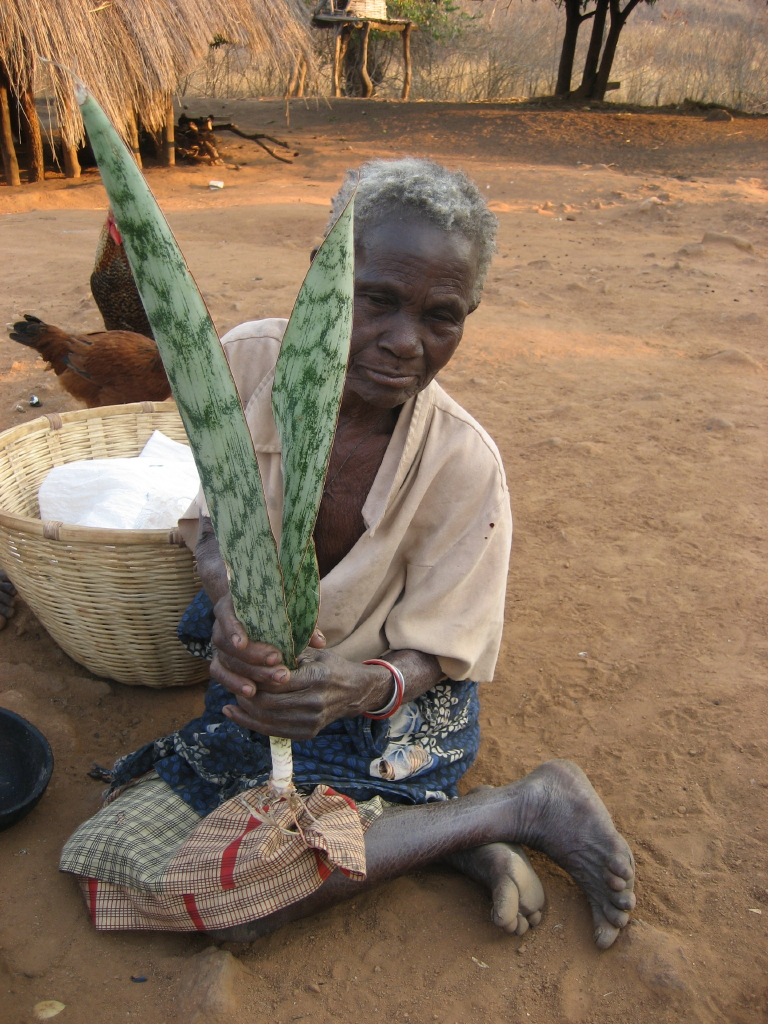
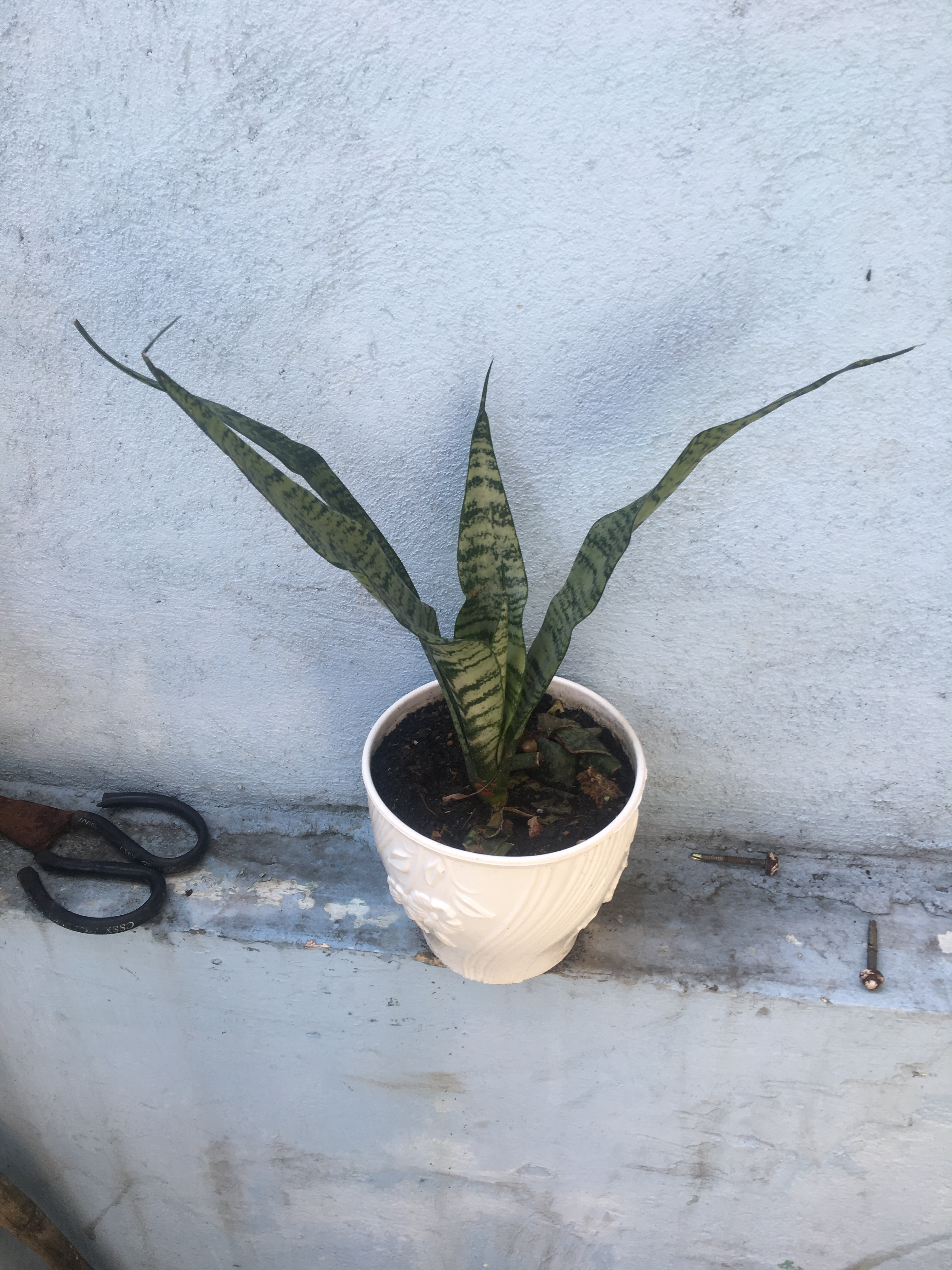